# Sexuell attraktion
| Sexuell attraktion |
| --- |
| Flörten (1904) av Eugene de Blaas. - Betydelse – Dragningskraft på basis av sexuell lust - Syfte – sex (njutning och/eller fortplantning), parbildning - Exempel – hetero- eller homosexualitet, missionären eller BDSM, efebo- eller gerontofili |

Sexuell attraktion är en dragningskraft mellan olika individer, baserad på sexuell lust. Den syftar ofta till att locka till sex, en aktivitet som kan leda till fortplantning eller åtminstone till den positiva känslan njutning. Denna dragningskraft underlättar parbildning, vilken i sig kan ge en trygg uppväxtmiljö för ett uppväxande barn.
Sexuell attraktionskraft eller (efter engelskan) sex appeal är en viss persons förmåga att sexuellt attrahera andra människor. Denna, det erotiska kapitalet, är en faktor i det naturliga urvalet och valet av sexuell partner.

## Biologi
Den sexuella attraktionen fungerar som en av tre beståndsdelar i den parbildningsgynnande kärleken, där de två andra är ömhet/tillgivenhet och en kapacitet till empatisk inlevelse. Dragningskraften kan också ges av ting och aktiviteter, och i sådana fall brukar man tala om fetisch (dragning till ett föremål) eller kink (dragning till en – okonventionell – sexuell aktivitet).
Evolutionärt sett anses att kvinnor har olika sexuella uttryck och lust i olika delar av menstruationscykeln. Denna växling ses ibland som ett sätt för kvinnan att locka till sig den mest värdefulla sexuella partnern när hon är som mest fertil. Olika hormonnivåer under cykeln påverkar kvinnans synliga beteende, inklusive hur hon visar upp sig för andra vid olika tidpunkter.

## Kriterier och varianter

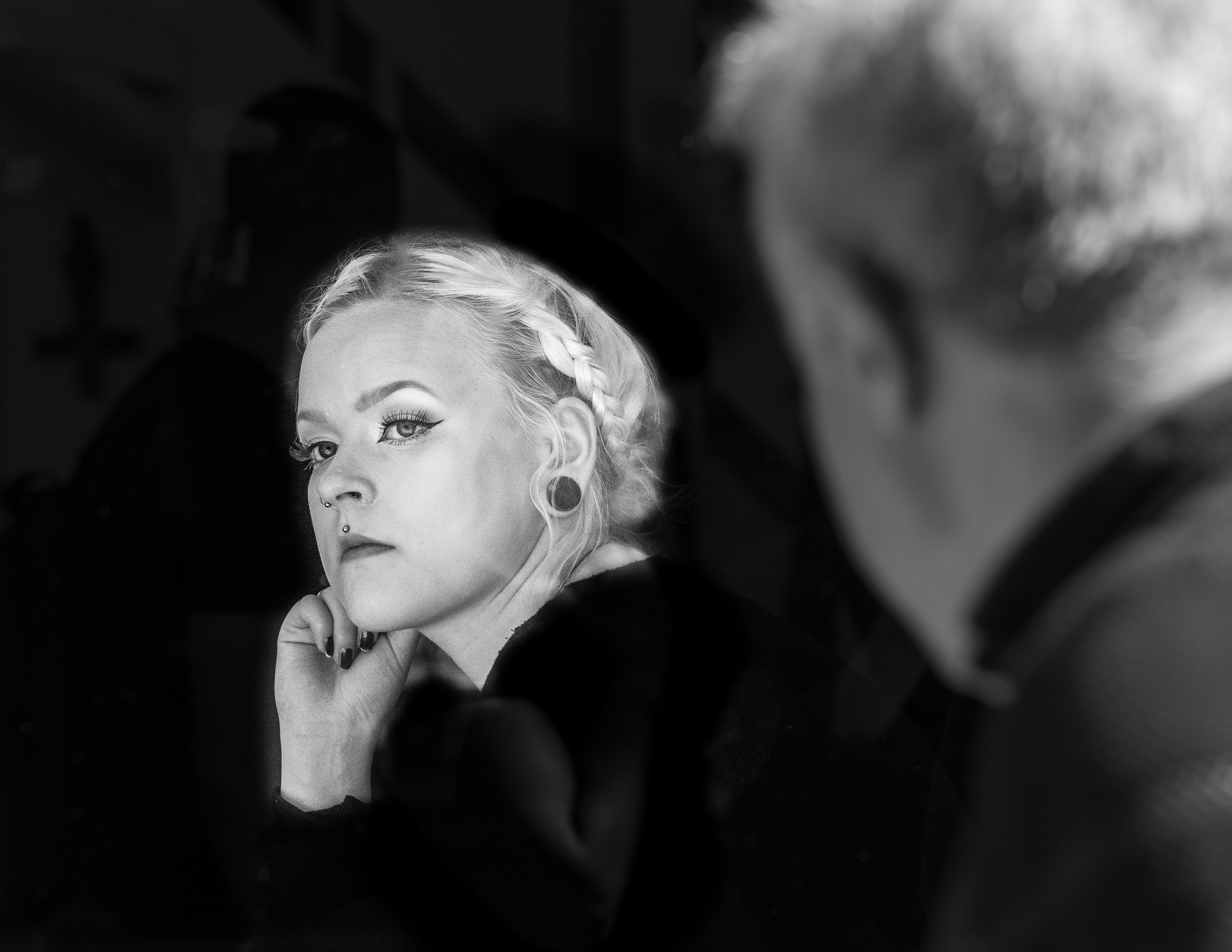
Attraktion från ett kaféfönster.

Attraktionen kan vara fysisk eller beröra andra egenskaper hos en person. Attraktionen kan handla om rent estetiska eller rörelsemässiga egenskaper, eller sådant som röst eller doft. Attraktionskraften kan förstärkas med hjälp av kroppsprydnad, kläder, parfym eller frisyr. Den kan också påverkas av individuella genetiska, psykologiska eller kulturella faktorer. Den sexuella attraktionen är en funktion av spelet mellan den som attraherar och den som attraheras, och det spelet och attraktionskraften kan vara högst personligt färgad.

### Subjektiv och personligt
Trots att man försökt ta fram objektiva kriterier runt sexuell dragningskraft och mäta det i mått som skönhet eller erotiskt kapital, beror en persons sexuella dragningskraft till stor del på den andra personens subjektiva uppfattning, intressen och sexuella orientering. En homosexuell person anser generellt att en person av samma kön är mer attraktiv än en av motsatt kön. En bisexuell person kan å andra sidan finna personer av endera könet sexuellt attraktiva. Samtidigt kan asexuella människor ha svårt att hitta något sexuellt attraktivt hos personer av någondera kön, även om de kan bli kära i vissa personer.
Den mellanmänskliga dragningskraften inkluderar faktorer som fysisk eller psykologisk likhet, eller igenkännbarhet i den andra personen. Det kan också handla om kompatibilitet och en nyfikenhet efter det annorlunda, ömsesidigt tycke och förstärkande kvalitéer och handlingar.

## Ekonomisk betydelse
En persons förmåga att – via rent fysiska eller andra företräden – generera ett sexuellt intresse hos andra kan användas kommersiellt. Det kan nyttjas inom reklam, på film och i andra visuella medier (inklusive erotica), liksom genom modellande och andra "synliga" sammanhang.